# Herrnbaumgarten
Herrnbaumgarten is een gemeente in de Oostenrijkse deelstaat Neder-Oostenrijk, gelegen in het district Mistelbach (MI). De gemeente heeft ongeveer 1000 inwoners.

## Geografie
Herrnbaumgarten ligt in het Weinviertel in Neder-Oostenrijk, ten noorden van de hoofdstad Wenen en ten zuiden van de grens met Tsjechië. De oppervlakte van de gemeente beslaat 16,48 vierkante meter. 9,11% van het gebied is bebost.

## Geschiedenis
Liggend in de Oostenrijkse provincie Neder-Oostenrijk vertelt de plaats de bewogen geschiedenis van Oostenrijk. De eerste gedocumenteerde vermelding van Herrnbaumgarten is onder de naam "Poumgarten" in de schenkingsakte van keizer Hendrik III aan het prinsbisdom Passau op 10 juli 1056. Aan het einde van de 12e eeuw wordt een vesting voor de 'von Baumgarten' opgericht. In de 16e eeuw gaat deze over op het adellijke Huis Liechtenstein. In de Dertigjarige Oorlog (1645) wordt de burcht volledig verwoest door Zweden. Vandaag de dag zijn de Burggasse en de voormalige Burgbrunnen de enige overgebleven herinneringen.

## Politiek
Burgemeester van de gemeente is Christian Frank. Naast hem staan viceburgemeester Alois Tögl en ambtsleider Herta Habermann. De gemeenteraad heeft sinds de gemeenteraadsverkiezingen van 2010 19 leden: 15 van de Oostenrijkse Volkspartij, 3 van de Sociaaldemocratische Partij van Oostenrijk en 1 van de Vrijheidspartij van Oostenrijk.

## Cultuur en bezienswaardigheden
In Herrnbaumgarten staan onder andere het Nonmuseum, een museum dat "Erfindungen, die wir nicht bräuchen" (uitvindingen die we niet nodig hebben) tentoonstelt. Andere bezienswaardigheden zijn:
- Theater Herrnbaumgarten
- een dorpsmuseum met gemengde handelswaren
- het Keukenmuseum
- het Bioscoopmuseum
- Labyrinthkeller
- Wijnopslag 'Die Verruckte Vinothek'

## Economie en infrastructuur
In 2001 waren er in Herrnbaumgarten 37 niet-agrarische werkplekken en na de telling van 1999 waren er 147 land- en bosbouwbedrijven. Het aantal werkzame personen per woonplaats was bij de volkstelling van 2001 449. De arbeidsparticipatie lag toen op 46,07 procent.
Altlichtenwarth · Asparn an der Zaya · Bernhardsthal · Bockfließ · Drasenhofen · Falkenstein · Fallbach · Gaubitsch · Gaweinstal · Gnadendorf · Großebersdorf · Großengersdorf · Großharras · Großkrut · Hausbrunn · Herrnbaumgarten · Hochleithen · Kreuttal · Kreuzstetten · Laa an der Thaya · Ladendorf · Mistelbach an der Zaya · Neudorf im Weinviertel · Niederleis · Ottenthal · Pillichsdorf · Poysdorf · Rabensburg · Schrattenberg · Staatz · Stronsdorf · Ulrichskirchen-Schleinbach · Unterstinkenbrunn · Wildendürnbach · Wilfersdorf · Wolkersdorf im Weinviertel
- Gemeinsame Normdatei: 4811374-8
- Nationale Bibliotheek van Israël: 987012463973805171
- Virtual International Authority File: 241237114
- WorldCat: E39PBJf4cPwGTPBWyqhfdBqG73